# Río Despeñaperros
El río Despeñaperros, también llamado río Magaña en su tramo alto, es un curso de agua del sur de la península ibérica perteneciente a la cuenca hidrográfica del Guadalquivir que transcurre por las provincias de Ciudad Real y Jaén (España). 

## Curso
El Despeñaperros nace en el monte de Magaña, en la sierra de San Andrés, al sur de la provincia de Ciudad Real. Discurre transversalmente la cordillera de Sierra Morena, penetrando en Andalucía a través de un desfiladero excavado por el propio río que ofrece formas rocosas muy particulares como las del monumento natural de los Órganos de Despeñaperros, así llamado por su similitud con los tubos de un órgano. Sigue un curso de unos 26 km en sentido norte-sur hasta su desembocadura en el río Guarrizas.

## Historia
El paso a través del desfiladero del río Despeñaperros ha sido utilizado desde la Prehistoria, como atestiguan las numerosas pinturas rupestres en abrigos y cuevas de su entorno. También existió uno calzada romana para el transporte de minerales hacia la Meseta Central, que se usó hasta la construcción del ferrocarril a finales del siglo XIX.